# Vasischka
Vasischka war ein Herrscher der Kuschana. Seine Datierung und Einordnung sind umstritten.
Vasischka ist von vier Inschriften bekannt. Sie sind datiert in die Jahre 20, 22, 24 und das Jahr 28 einer Kuschana-Ära. Die ältere Forschung ging von einer einzigen Kuschana-Ära aus und datierte den Herrscher in das zweite Jahrhundert n. Chr. und sah in ihm den Nachfolger von Kanischka I., der zusammen mit seinem Bruder Huvischka regierte, dessen Regierungsjahre sich mit denen von Vasischka überschneiden. Vasischka war der Vater von Kanischka III.; der letztere ist von einer Inschrift eines Jahres 41 bekannt.
Neuere Untersuchungen deuten aber eine zweite Kuschana-Ära an, wonach Vasischka ins dritte Jahrhundert datiert. Das Datum 41 entspricht demnach dem Jahr 268 n. Chr.
Die Inschriften des Vasischka fanden sich bei Mathura (im heutigen Indien) und geben eine Andeutung zu seinem Machtbereich. Vasischka ist auch von Münzen bekannt, deren Legenden aber nur schwer lesbar sind, weshalb er lange Zeit auf Münzen nicht identifiziert werden konnte. 